# 10365 Kurokawa
10365 Kurokawa è un asteroide della fascia principale. Scoperto nel 1994, presenta un'orbita caratterizzata da un semiasse maggiore pari a 2,2412848 UA e da un'eccentricità di 0,1008959, inclinata di 3,33481° rispetto all'eclittica.
L'asteroide è dedicato a Kurokawa, villaggio nella prefettura di Niigata, in Giappone.